# Josef Strommer
Josef Strommer (* 18. Februar 1903 in  Mold; † 29. Juli 1964 ebenda) war ein österreichischer Politiker (CSP/ÖVP) und Landwirt. Strommer war 1934 Mitglied des Bundesrates, von 1934 bis 1938 Abgeordneter zum Landtag von Niederösterreich und von 1945 bis 1962 Abgeordneter zum Nationalrat.

## Leben
Strommer besuchte nach der Volksschule das Gymnasium und absolvierte in der Folge die Höhere landwirtschaftliche Schule in Mödling. 1937 übernahm er den landwirtschaftlichen Betrieb seines Vaters. Zwischen dem 27. April 1934 und dem 2. Mai 1934 vertrat Strommer die Christlichsoziale Partei im Bundesrat (IV. Gesetzgebungsperiode), danach war er vom 22. November 1934 und dem 12. März 1938 Vertreter der Land- und Forstwirtschaft im Ständischen Landtag von Niederösterreich. Nach der Machtübernahme der Nationalsozialisten wurde Strommer zwischen 1938 und 1945 mehrmals aus politischen Gründen verhaftet. Nach dem Ende des Zweiten Weltkriegs trat Strommer der neugegründeten Volkspartei bei und hatte zwischen 1945 und 1950 das Amt des Bürgermeisters von  Mold inne. In der Folge war er von 1955 bis 1964 Vizebürgermeister, zudem zwischen 1945 und 1950 Obmann der Bezirksbauernkammer Horn. Strommer engagierte sich in der Landwirtschaftskammer und war zunächst 1945 Vizepräsident der Landwirtschaftskammer Niederösterreich. Von 1950 bis 1962 war er deren Präsident. Des Weiteren hatte Strommer zwischen 1950 und 1962 das Amt des Vorsitzenden der Präsidentenkonferenz der Landwirtschaftskammern inne. Strommer war vom 19. Dezember 1945 bis zum 5. Juni 1962 Abgeordneter zum Nationalrat (V., VI., VII., VIII. und IX. Gesetzgebungsperiode). Ihm wurde der Berufstitel Ökonomierat verliehen. 

## Sonstiges
Sein Sohn Heribert Strommer (1936–2011) war von 1971 bis 1997 Bürgermeister der Gemeinde Rosenburg-Mold. In Horn ist die Josef-Strommer-Straße nach ihm benannt.

## Auszeichnungen
- 1960: Silbernes Komturkreuz mit dem Stern des Ehrenzeichens für Verdienste um das Bundesland Niederösterreich[4]